# Jean-Georges de Hohenzollern-Hechingen
Titres
Comte de Hohenzollern-Hechingen
16 janvier 1605 – 28 mars 1623
(18 ans, 2 mois et 12 jours)
Prince de Hohenzollern-Hechingen
28 mars 1623 – 28 septembre 1623
(6 mois)
Jean Georges de Hohenzollern-Hechingen, (en allemand Johann Georg von Hohenzollern-Hechingen) né en 1577 et mort le 28 septembre 1623 à Hechingen est Comte de Hohenzollern-Hechingen du 16 janvier 1605 au 28 mars 1623, puis Prince régnant de Hohenzollern-Hechingen du 28 mars 1623 au 28 septembre 1623.

## Famille et biographie
Il est le fils aîné survivant de Eitel-Frédéric Ier de Hohenzollern-Hechingen (1545-1605) et de Sibilla von Zimmern (1558-1619). Il est élevé auprès de ses parents à la cour des Brandebourg à Berlin. Jean-Georges est un catholique fidèle à l'Empereur. De 1603 à 1605 il est le président de la Chambre Impériale et plus tard président du Conseil aulique.
Il représente l'Autriche à la Diète Impériale. Johann Pistorius et lui tentent en vain de persuader Georges-Frédéric Margrave de Bade-Durlach de revenir à la foi catholique. En 1609, l'Empereur l'envoie auprès de la Cour de France. À son retour il fait la connaissance à Bruxelles de l'archiduc Albert; de cette rencontre naît une relation épistolaire. À plusieurs reprises, à la suite de difficultés financières, il offre sa démission à l'Empereur lequel la refuse systématiquement. En 1614, il est de nouveau envoyé en France à la tête d'une mission diplomatique couronnée de succès. En 1620 l'empereur Ferdinand II le fait Chevalier de l'Ordre de la Toison d'Or. Enfin, le 28 mars 1623, il est créé prince impérial et régnera en cette qualité sur la principauté de Hohenzollern-Hechingen jusqu'à son décès survenu exactement six mois plus tard.
On le considère comme un scientifique accompli. Il est également à l'initiative de l'ajout de quatre bastions au château de Hechingen

### Mariage et descendance
Jean Georges de Hohenzollern-Hechingen épouse à Hechingen le 11 octobre 1598 Françoise von Salm (Wild und Rheingräfin von Salm Neuviller-sur-Moselle), décédée le 14 décembre 1619) quelques jours après la naissance de son quinzième enfant, fille de Frédéric I zu Salm-Neuviller (1547-1608) et de Françoise zu Salm (1545-1588).
Quinze enfants sont nés de cette union :
- Charles (Karl) de Hohenzollern-Hechingen, né et mort en 1599.
- Sibylle (Sibylla) de Hohenzollern-Hechingen, née vers avril 1600, décédée à Schleiden le 8 août 1621, épouse vers 1615 Ernest Comte de la Marck (1590-1654).
- Eitel-Frédéric II (V) de Hohenzollern-Hechingen, né en janvier 1601, décédé à Issenheim, Alsace le 11 juillet 1661, lequel succède à son père.
- Françoise-Catherine (Franziska Katharina) de Hohenzollern-Hechingen, née en 1601 ou 1602, décédée à Hohenems le 16 juin 1665, épouse en 1619 Jacques Hannibal II, Comte von Hohenems (1595-1646).
- Jean-Frédéric (Johann Friedrich) de Hohenzollern-Hechingen, né et décédé en 1602.
- Anne-Marie de Hohenzollern-Hechingen, née le 8 septembre 1603, décédée à Düsseldorf le 23 août 1652, épouse en 1619 Egon VIII de Fürstenberg-Heilingenberg (en) (1588-1635).
- Georges-Frédéric (Georg Friedrich) de Hohenzollern-Hechingen, probablement né en 1604, tué au combat d'Uttenweiler, près Riedlingen, Wurtemberg, contre les Suédois le 14 mars 1633. Mort sans alliance.
- Marie-Domina (Maria Dominica) de Hohenzollern-Hechingen, probablement née en 1605, décédée à Prague en 1616.
- Catherine-Ursule de Hohenzollern-Hechingen, probablement née en 1606, décédée le 2 juin 1640, épouse en 1624 Guillaume Ier de Bade-Bade (1593-1677).
- Marie-Renée (Maria Renata) de Hohenzollern-Hechingen, née en 1607 ou 1608, décédée à Constance le 12 janvier 1637, épouse vers 1625 Hugues, Comte de Königsegg-Aulendorf (1596-1666).
- Maximilienne (Maximiliana Waldburga) de Hohenzollern-Hechingen, née en 1610, décédée à Vienne le 10 avril 1639, épouse en 1630 Jean-François, Comte von Trautson (décédé en 1663).
- Léopold-Frédéric[1] (ou Léopold François[7]) de Hohenzollern-Hechingen, mort à Cologne le 19 juin 1659, Chanoine de Cologne.
- Marie-Anne (Maria Anna) de Hohenzollern-Hechingen, née en 1614, décédée à Albi le 7 mars 1670, épouse en 1630 Ernest Comte d'Isenbourg-Grenzau (1584-1664). Elle devient novice (1641), religieuse (1664), puis supérieure au couvent des Visitandines d'Albi en 1669 sous le nom de "Mère de Hohenzollern".
- Philippe Christophe Frédéric de Hohenzollern-Hechingen, né à Hechingen le 24 juin 1616 où il est décédé le 24 janvier 1671, lequel succède à son frère aîné en 1661.
- Un fils né à Hechingen le 1er décembre 1619 et mort le jour-même ou le lendemain.

## Généalogie
Jean Georges de Hohenzollern-Hechingen appartient à la quatrième branche (lignée Hohenzollern-Hechingen) issue de la première branche de la Maison de Hohenzollern. Cette quatrième lignée appartient à la branche souabe de la dynastie de Hohenzollern, cette lignée s'éteint en 1869 à la mort de Constantin de Hohenzollern-Hechingen.